# Cantón de Saint-Étienne-de-Tinée
El cantón de Saint-Étienne-de-Tinée era una división administrativa francesa que estaba situada en el departamento de Alpes Marítimos y la región de Provenza-Alpes-Costa Azul.

## Composición
El cantón estaba formado por tres comunas:
- Isola
- Saint-Dalmas-le-Selvage
- Saint-Étienne-de-Tinée

## Supresión del cantón de Saint-Étienne-de-Tinée
En aplicación del Decreto n.º 2014-227 de 24 de febrero de 2014, el cantón de Saint-Étienne-de-Tinée fue suprimido el 22 de marzo de 2015 y sus 3 comunas pasaron a formar parte del nuevo cantón de Tourrette-Levens.